# Brakrock Ecofest
Brakrock Ecofest is een Belgisch muziekfestival in Duffel.
De eerste editie van het festival vond plaats in 2012. 
In 2013 werd het festival verkozen tot groenste muziekfestival van Vlaanderen.
In 2014 stonden onder andere Flatcat, The Wolf Banes, Implants en Mark Foggo op de affiche. 
In 2015 maakte onder meer Diablo Boulevard, Guttermouth, The Setup, Set Things Right en Teenage Bottlerocket hun opwachting. Eveneens in 2015 werd een samenwerking opgezet met het Sloveense Punk Rock Holiday te Tolmin. Tevens werd er in maart een indoorfestival georganiseerd in jeugdcentrum Kavka te Antwerpen.
In 2016 traden onder andere Dwarves en Strung Out op.
In 2019 strikte het festival onder meer Descendents, Propagandhi, Toy Dolls, Less Than Jake en Good Riddance voor een optreden aan de kasteelruïne Ter Elst te Duffel.

## 2012
F.O.D., Simple Simons, Overweight, Arizona, Cobra Skulls, Billy The Kill, C.A.B.

## 2013
Teenage Bottlerocket, Downset, Belgian Asociality, Get Dead, Antillectual, Steamy Grease, Archetype, This Kid, Face the Fax, Toxic Shock, Harsh Realms, The Reeves, The Sex Toys, Momma Knows Best, Different Stories, Knalselder, Dusty Boys Horse Club, White Label

## 2014
Flatcat, The Wolf Banes, Implants, Useless I.D., Counterpunch, Morning Glory, Wölf, Local Resident Failure, Homer, F.O.D., Trash Candy, Adrenalized, Young Hearts, Psychonaut en Mark Foggo

## 2015
Diablo Boulevard, Guttermouth, The Setup, Set Things Right, Get Dead, Victims Of Circumstance, The Priceduifkes, Tim Vantol, Skin of Tears, Not On Tour, The Decline, Kids Insane, Adrenalized, Cheap Drugs, Generation 84, You Nervous? en Teenage Bottlerocket

## 2016
Strung Out, Dwarves, Off With Their Heads, Authority Zero, Such Gold, The Flatliners, Mean Jeans, Young Hearts, Gwyllions, Unsure, Antillectual, The Decline, Homer, Trophy Lungs, Kill The President, The Uprising, Off the Cross, For I Am, Kamikaze Girls, Cold Reading, Hans Roofthooft

## 2017
| Riverstage | Woodstage                                                                                                  |
| --- | --- |
| Face To Face Good Riddance No Fun At All The Real McKenzies Useless I.D. Not On Tour Undeclinable Ambuscade D.O.A. F.O.D. | Teenage Bottlerocket 88 Fingers Louie Chixdiggit PEARS Get Dead Unsure Nothington The Real Danger Altitude |

## 2018

### Vrijdag 3 augustus
| Riverstage                    | Woodstage                                  | Ruinstage        |
| ----------------------------- | ------------------------------------------ | ---------------- |
| Mad Caddies D.R.I. The Queers | Authority Zero Voodoo Glow Skulls Adhesive | D.I. Clowns Mute |

### Zaterdag 4 augustus
| Riverstage                                                                                          | Woodstage                                                                                            | Ruinstage |
| --------------------------------------------------------------------------------------------------- | --- | --- |
| The Vandals Satanic Surfers The Menzingers The Lawrence Arms Useless I.D. Venerea Adrenalized March | Days N' Daze The Lillingtons T.S.O.L. Bad Cop/Bad Cop Union 13 This is a Standoff The Bombpops Darko | True Travellers Nothington Joe McMahon & The Dockineers We the Heathens Chaser Reproach Little Teeth Templeton Pek Steele Justice |

## 2019

### Vrijdag 2 augustus
| Riverstage                                     | Woodstage                                   | Ruinstage                                                  |
| ---------------------------------------------- | ------------------------------------------- | ---------------------------------------------------------- |
| Propagandhi The Toy Dolls Not On Tour Blowfuse | D.O.A. The Bennies Antillectual St. Plaster | D.I. Scheisse Minnelli La Armada Your Highness 69 Enfermos |

### Zaterdag 3 augustus
| Riverstage                                                                | Woodstage | Ruinstage                                                                  |
| ------------------------------------------------------------------------- | --- | -------------------------------------------------------------------------- |
| Descendents Less Than Jake Masked Intruder Cigar PEARS Deecracks For I Am | Joey Cape Teenage Bottlerocket The Priceduifkes Dave Hause Much the Same Smoke or Fire The Dopamines Straightline F*cking Angry | We Outspoken Poison Idea Raging Nathans Hit the Switch Dani Llamas Blackup |